# A Snow White Christmas (musical)
A Snow White Christmas é uma versão musical do conto de fada Branca de Neve, com o roteiro escrito por Kris Lythgoe. A primeira apresentação ocorreu em 2011 no El Portal Theatre em North Hollywood. Foram incluídas no musical músicas de Katy Perry, Bruno Mars, Michael Jackson, The Village People, Britney Spears, Lady Gaga e Hall and Oats. Assim como outros musicais do estilo pantomima, o espetáculo inclui magia, dança, canto, teatro, audiência interatividade e segmentos sing-a-long.

## Produções
O primeiro espetáculo foi produzido em 2011 no El Portal Theatre em North Hollywood, estrelando Lindsay Pearce, Erich Bergen e Marina Sirtis. Ele recebeu críticas positivas. A segunda apresentação aconteceu em dezembro de 2012 no Pasadena Playhouse, estrelando Ariana Grande, Curt Hansen e Charlene Tilton. O musical novamente recebeu críticas positivas. Em 2013, foi realizado no Rose Wagner Theatre em Salt Lake City, estrelado por David Osmond e Amy Whitcomb. Novamente, recebeu críticas positivas.